# Aragon (pétrolier)
Pour les articles homonymes, voir Aragon.
Aragon est le nom d'un pétrolier ayant provoqué une marée noire au large de Madère, au Portugal, le 29 décembre 1989.
Construit en 1976 en Espagne, il navigue sous pavillon portugais entre le Mexique et l'Europe. Le 26 décembre 1989, au large de Madère, il subit divers dommages puis une avarie de propulsion et une rupture de la coque à l'avant le 29 décembre. Il déverse 25 000 tonnes de pétrole brut avant que sa coque ne soit rebouchée provisoirement par des plongeurs. Il est ensuite remorqué à Tenerife pour y être vidé. Il sera par la suite réparé, naviguera encore, sera renommé Amazonia en 1992. Il est finalement démoli en 1994.

## Source
- Fiche Sur Supertankers.topicities, par Auke Vissers.